# Uskoci
Uskoci es una aldea de Croacia en el ejido del municipio de Stara Gradiška, condado de Brod-Posavina. 

## Geografía
Uskoci se encuentra a lo largo de la margen izquierda del río Sava, a 1 km al oeste de Stara Gradiška, una altura de 89 metros sobre el nivel del mar. Cubre 5,73 km². La carretera del condado Ž4226 pasa a través de la aldea.
Está a 135 km de la capital croata, Zagreb.

## Historia
En la ladea misma se encuentra la corte o casa parroquial, el cementerio central con la capilla de San Roque y el edificio de la escuela construida en 1889.
Según fuentes históricas, el lugar de Uskoci fue creado en 1739 cuando fue fundado por refugiados de Bosnia huyendo de los turcos. De ahí el origen del nombre Uskoci por estrecho.

Esto es lo que dice el monumento de la parroquia Stara Gradiška sobre la creación del pueblo de Uskoci:
"Durante el año de Belgrado de 1739, más familias del área de Vrbaška (una aldea 6 km de Bosanska Gradiška), que está a dos horas a pie y que ya no querían quedarse debajo del yugo turco, huyeron a nuestra área y construyeron sus casas justo detrás de la fortaleza moderna hacia al oeste, entre la fortaleza y Gornji Varoš, y cuando escaparon, fueron llamados eslavos en el idioma eslavo. Así que estas familias se llaman de mente estrecha debido a este escape rápido y su área se llama Uskoki o Uskoke ".
Durante la Guerra de Croacia, la aldea quedó bajo poder de la Región Autónoma Serbia de Eslavonia Occidental a partir de agosto de 1991. El 2 de mayo de 1995, en el marco de la Operación Bljesak, el pelotón de reconocimiento de la 121.° Brigada del Ejército Croata entró en la aldea de Uskoci y Stara Gradiška.

## Demografía
En el censo 2021 el total de población de la localidad de Uskoci fue de 69 habitantes.
| Asentamiento | 1857 | 1869 | 1880 | 1890 | 1900 | 1910 | 1921 | 1931 | 1948 | 1953 | 1961 | 1971 | 1981 | 1991 | 2001 | 2011 | 2021 |
| ------------ | ---- | ---- | ---- | ---- | ---- | ---- | ---- | ---- | ---- | ---- | ---- | ---- | ---- | ---- | ---- | ---- | ---- |
| Uskoci       | 363  | 433  | 666  | 435  | 404  | 363  | 296  | 303  | 251  | 334  | 237  | 212  | 179  | 180  | 132  | 100  | 69   |